# Tacaratu
Tacaratu is een gemeente in de Braziliaanse deelstaat Pernambuco. De gemeente telt 22.231 inwoners (schatting 2009).